# Казартелли, Фабио
Фабио Казартелли (итал. Fabio Casartelli, 16 августа 1970, Комо, Италия — 18 июля 1995, Тарб, Франция) — итальянский профессиональный велогонщик, чемпион Олимпийских игр 1992 года в Барселоне в шоссейной групповой гонке на 194 км. Погиб на веломногодневке «Тур де Франс».

## Биография
Фабио Казартелли родился 16 августа 1970 года в городе Комо на берегу одноимённого озера. Детство провёл в нескольких километрах Комо, в городке Альбезе-кон-Кассано, со своими родителями Серджио и Розой. С юных лет увлёкся велоспортом и посвящал ему почти все свободное от учёбы в школе время. Уже в начале 1990-х годов появились первые результаты тренировок, мальчик регулярно побеждал в национальных соревнованиях Италии на любительском уровне.
В 1990 году стал членом олимпийской сборной Италии. На Олимпиаде 1992 года завоевал золотую медаль. Это была первая золотая медаль Италии в шоссейных велогонках в Олимпиаде с 1968 года.
После Олимпиады заключил первый профессиональный контракт. Провёл сезон в команде «Ceramiche Ariostea». Следующий сезон провёл в «ZG Mobili».
В 1993 году он женился на девушке по имени Анналиса, которая за три месяца до его смерти родила ему сына, получившего имя Марко.
В 1995 году подписал контракт с командой США «Motorola», за которую также выступал Лэнс Армстронг.
В 1993 году принял участие в Джиро д’Италия. Участвовал в Туре Швейцарии.

### Обстоятельства смерти
18 июля 1995 года на 15-м этапе очередной веломногодневки «Тур де Франс», на спуске с горы Порте-д'Аспе во французских Пиренеях на очень высокой скорости (около 90 км/ч), Казартелли и ещё несколько гонщиков в результате неправильно выбранной траектории для входа в почти 90-градусный левый поворот упали с велосипедов. Случилось массовое падение. Многие велогонщики получили тяжёлые травмы рук, ног, туловища. Несколько велогонщиков влетели в ограду на краю пропасти. Один из гонщиков сорвался с обрыва, но остался жив. При этом доставать его пришлось с помощью специального каната. 
Казартелли ехал в середине пелотона и по этой причине не смог свернуть с траектории при падении. В те времена велогонщикам разрешалось не использовать велошлем (вопрос о том, спас бы шлем жизнь гонщика или нет, остаётся открытым). 

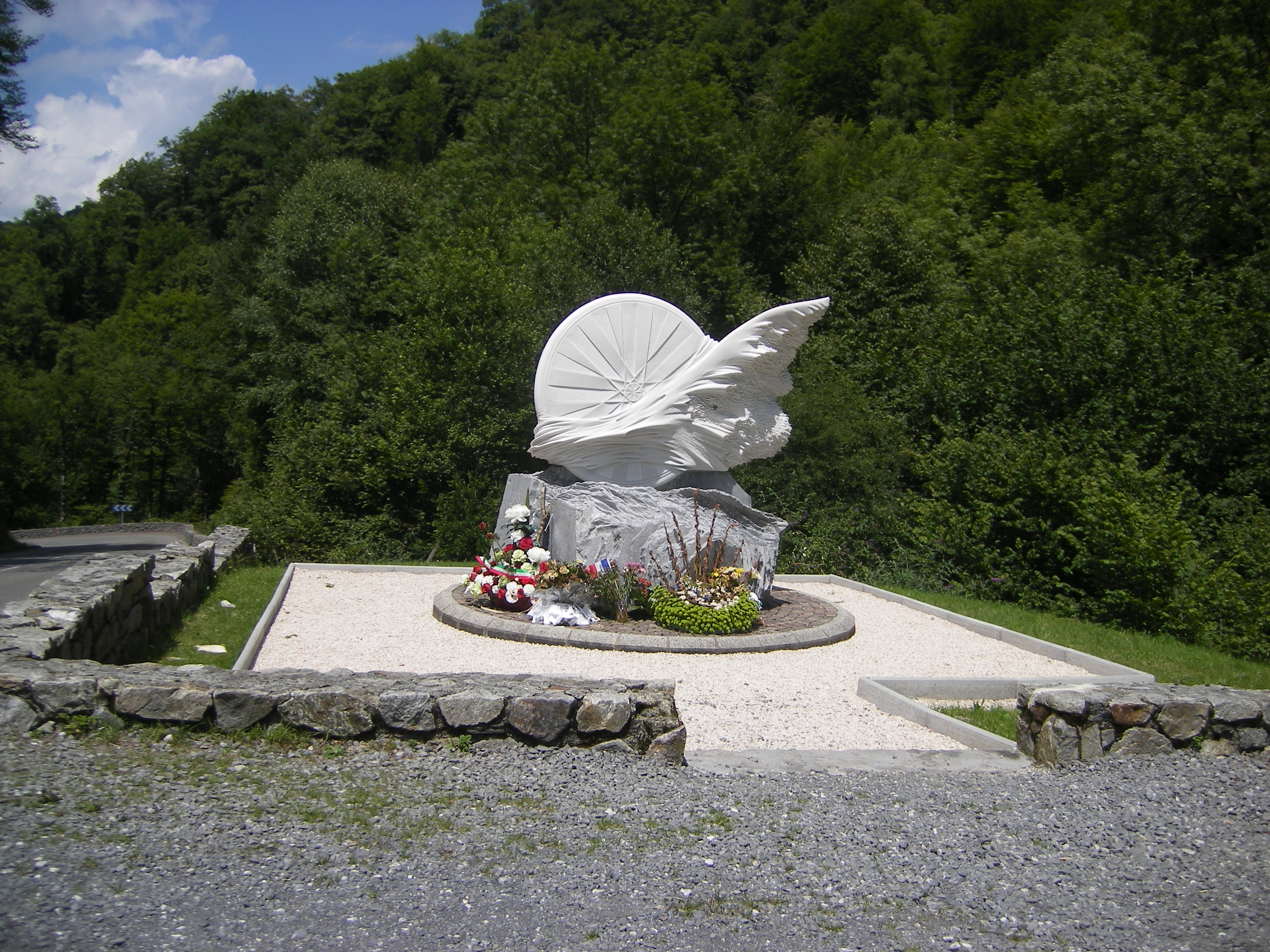
Памятный знак на месте падения и смертельного ранения Казартелли

В результате падения Казартелли ударился головой о бетонное дорожное заграждение, получил несовместимые с жизнью травмы головы. Он был доставлен вертолётом в больницу города Тарб. Пережил три остановки сердца. Не приходя в сознание в результате кровоизлияния в мозг скончался в больнице в 14-00.
Казартелли стал третьим велогонщиком, погибшим на «Тур де Франс» после Франсиско Сепеда, погибшего в 1935, и Тома Симпсона, скончавшегося в 1967 году.
Сообщество «Тур де Франс» и команда «Моторола» в 1997 году неподалёку от места его падения установили мемориальный камень в память о Фабио Казартелли. С тех пор перед входом в этот поворот гонщики намеренно сбавляют скорость, сочетая безопасность его прохождения с почтением памяти Казартелли.

## Влияние на безопасность велогонок
Событие вызвало споры о необходимости обязательного ношения шлемов. В 1991 году Международный союз велосипедистов попытался ввести обязательное ношение шлемов. Это вызвало сопротивление гонщиков. На 1995 год шлем для велогонщиков был обязателен в США, Нидерландах и Бельгии. После смерти Казартелли шлем не стал обязательным. Обязательное введение шлема состоялось только после смерти Андрея Кивилёва, умершего 11 марта 2003 года в результате травмы головы при столкновении.

## Личная жизнь
Жена, Аннализа, также велосипедистка. За два месяца до трагедии, 13 мая у велогонщика родился сын Марко.

## Память
В Форли в 2016 году проложена велосипедная дорожка до г. Форлимпополи стоимостью 1,5 млн евро, названная в честь Казартелли.
Действует фонд Фабио Казартелли. Фонд организует ежегодную велогонку в честь Казартелли среди любителей.